# Festival Marajoara de Cultura Amazônica
O Festival Marajoara de Cultura Amazônica é um festival de música paraense que acontece na Ilha do Marajó, nos municípios de Salvaterra, Soure (Pará) e Cachoeira do Arari, dando ênfase à cultura da região através dos ritmos de carimbó, brega, toada, entre outros ritmos regionais.
A programação proporciona ao público uma experiência de turismo, com gastronomia, belezas naturais e contato com o povo local. Os participantes podem ouvir música do norte do país e assistir a uma variedade de atrações.

O festival com shows de artistas renomados, como Neuber Uchôa (RR), Allan Carvalho (Belém), Luizinho Lins (Belém-Icoaraci), Kleyton Silva (Belém), Jeff Moraes (Belém), Priscila Cobra (Belém-Icoaraci), Grupo Paracauari (Soure) e os espetáculos teatrais, como “Quem vai pagar o pato?” e “Histórias de Riomar”.